# Santuari Yasukuni
El santuari Yasukuni (靖国神社  o  靖國神社, Yasukuni Jinja, lit. Santuari del País de la Pau) és un santuari xintoista situat en Chiyoda, Tòquio. Va ser fundat per l'emperador Meiji el juny de 1869 i commemora als que van morir al servei del Japó, des de la Guerra Boshin de 1868-1869, fins a les dues guerres sino-japoneses, 1894-1895 i 1937-1945 respectivament, i la Primera Guerra de la Indoxina de 1946-1954, incloent-hi els criminals de guerra. El propòsit del santuari s'ha ampliat al llarg dels anys per a incloure als que van morir en les guerres en les quals es va veure implicat el Japó i que van abastar tot el període Meiji i Taishō, i la primera part del període Shōwa.
El santuari enumera els noms, els orígens, les dates de naixement i els llocs de mort de 2.466.532 homes, dones, nens i diversos animals domèstics. Entre ells hi ha 1.068 criminals de guerra condemnats, 14 dels quals són de classe A (condemnats per haver participat en la planificació, preparació, iniciació o realització de la guerra). Això ha provocat moltes controvèrsies entorn del santuari. Un altre monument en l'edifici Honden (sala principal) commemora a tots els que van morir en nom del Japó, per la qual cosa inclou coreans i taiwanesos que van servir al Japó en aquesta època. A més, l'edifici Chinreisha (lit. Santuari pacificador de l'esperit) és un santuari construït per a enterrar les ànimes de totes les persones que van morir durant la Segona Guerra Mundial, independentment de la seva nacionalitat. Està situat just al sud del Yasukuni Honden.
Els soldats japonesos van lluitar en la Segona Guerra Mundial en nom de l'emperador Shōwa, que va visitar el santuari vuit vegades entre el final de la guerra i 1975. No obstant això, va deixar de visitar el santuari a causa del seu disgust per la consagració dels principals criminals de guerra condemnats. Els seus successors, Akihito i Naruhito, mai han visitat el santuari.
Diversos festivals xintoistes s'associen al santuari, especialment en les estacions de primavera i tardor, quan els santuaris Mikoshi portàtils giren entorn de l'honra dels déus ancestrals del Japó. Una imatge notable del santuari és el crisantem imperial japonès que apareix en les cortines de la porta d'entrada al santuari. L'actual 13è Summe Sacerdot titular del santuari és Tatebumi Yamaguchi, que va ser nomenat l'1 de novembre de 2018 després de Kunio Kobori.

## Galeria

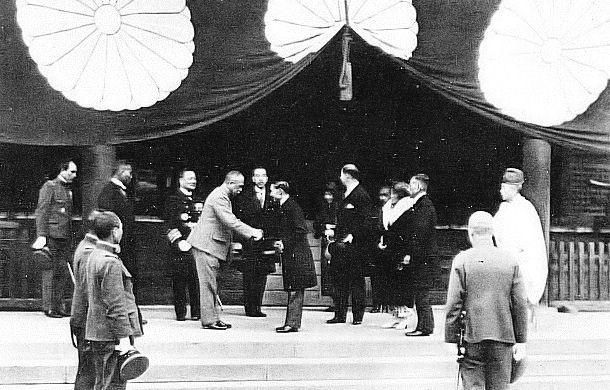
Visita del rei de Tailàndia, Rama VII (Prajadhipok), al santuari Yasukuni (maig de 1931)
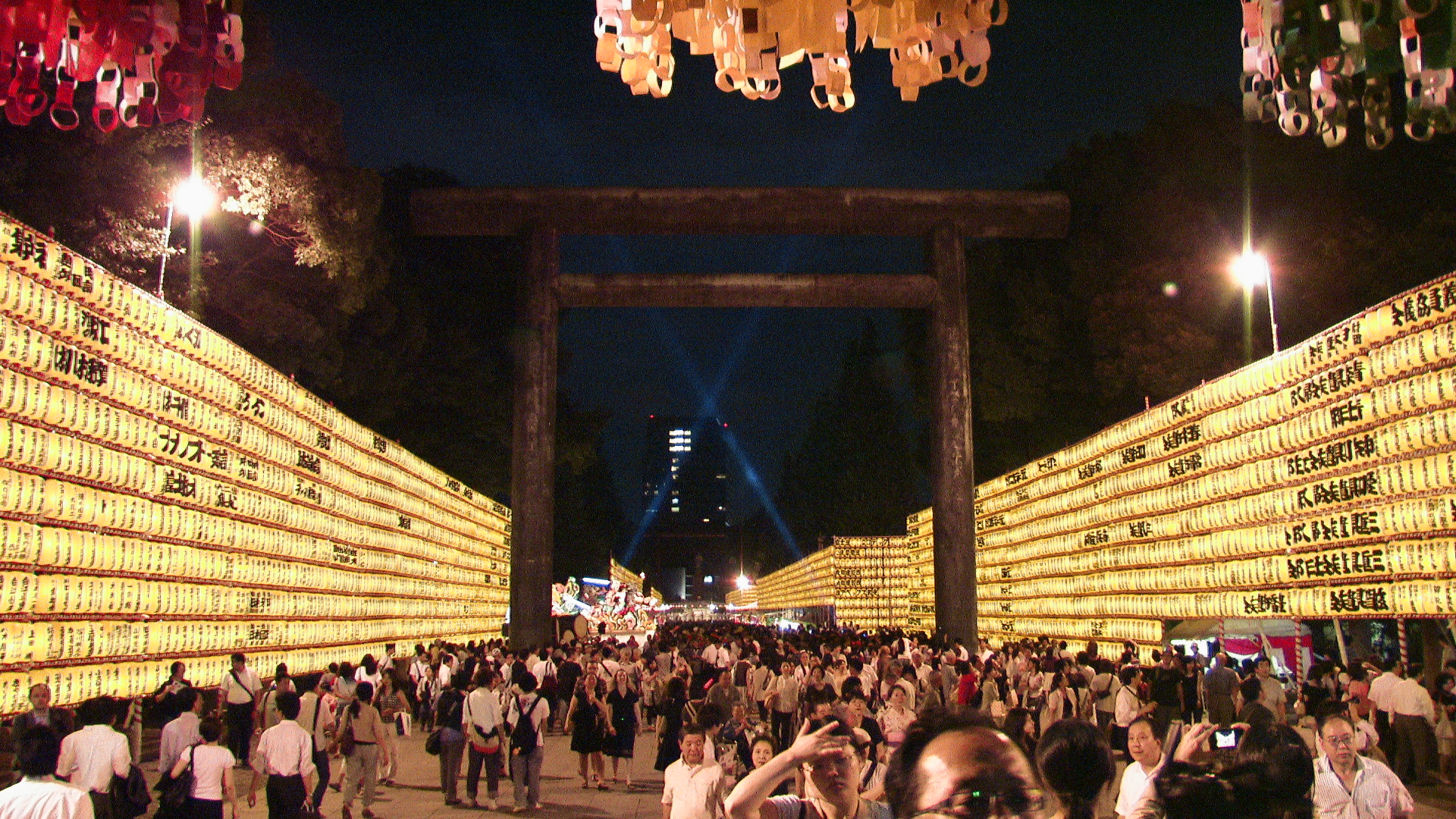
El Festival Mitama al Santuari Yasukuni
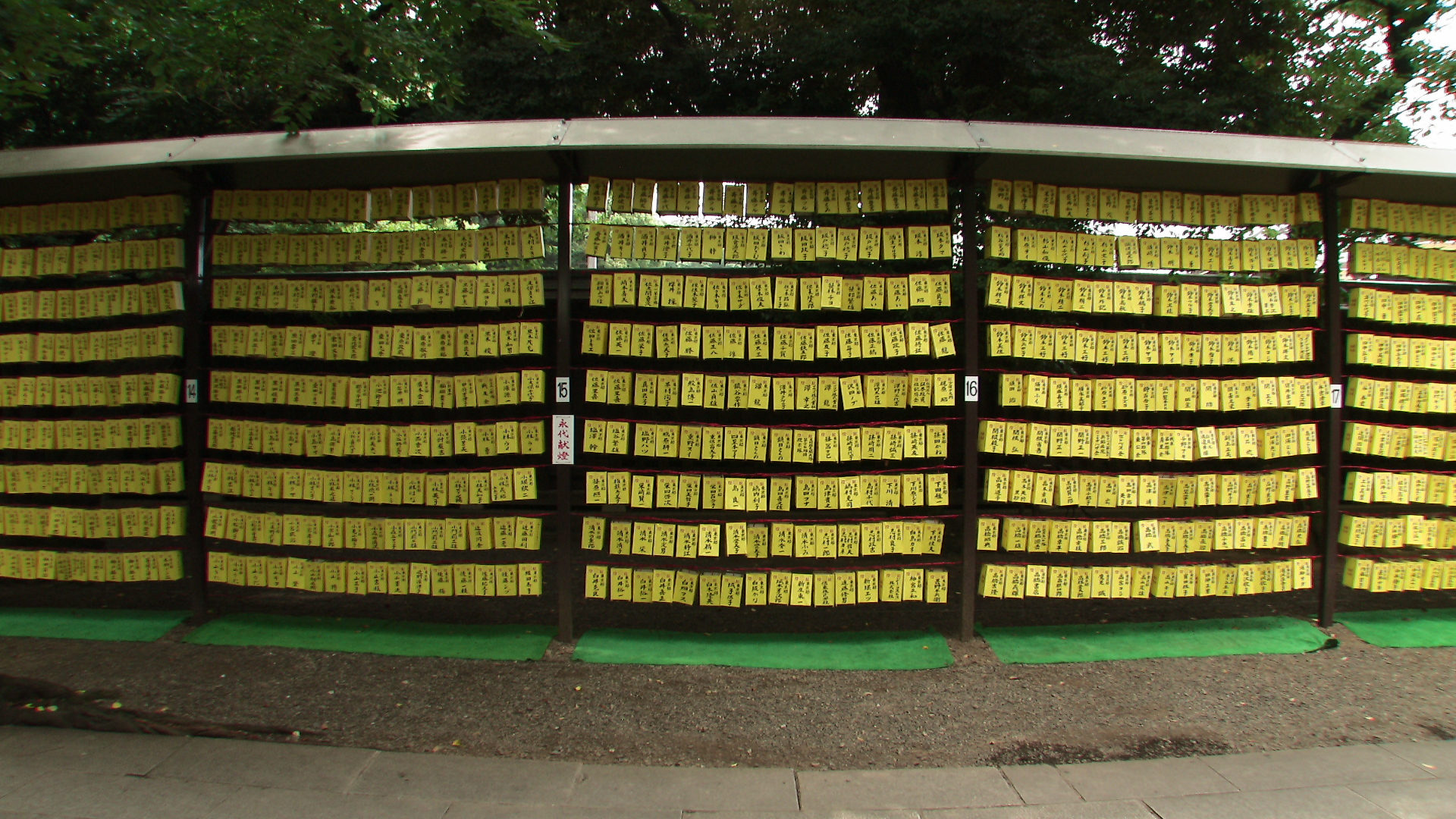
Llanternes de Yasukuni Mitama
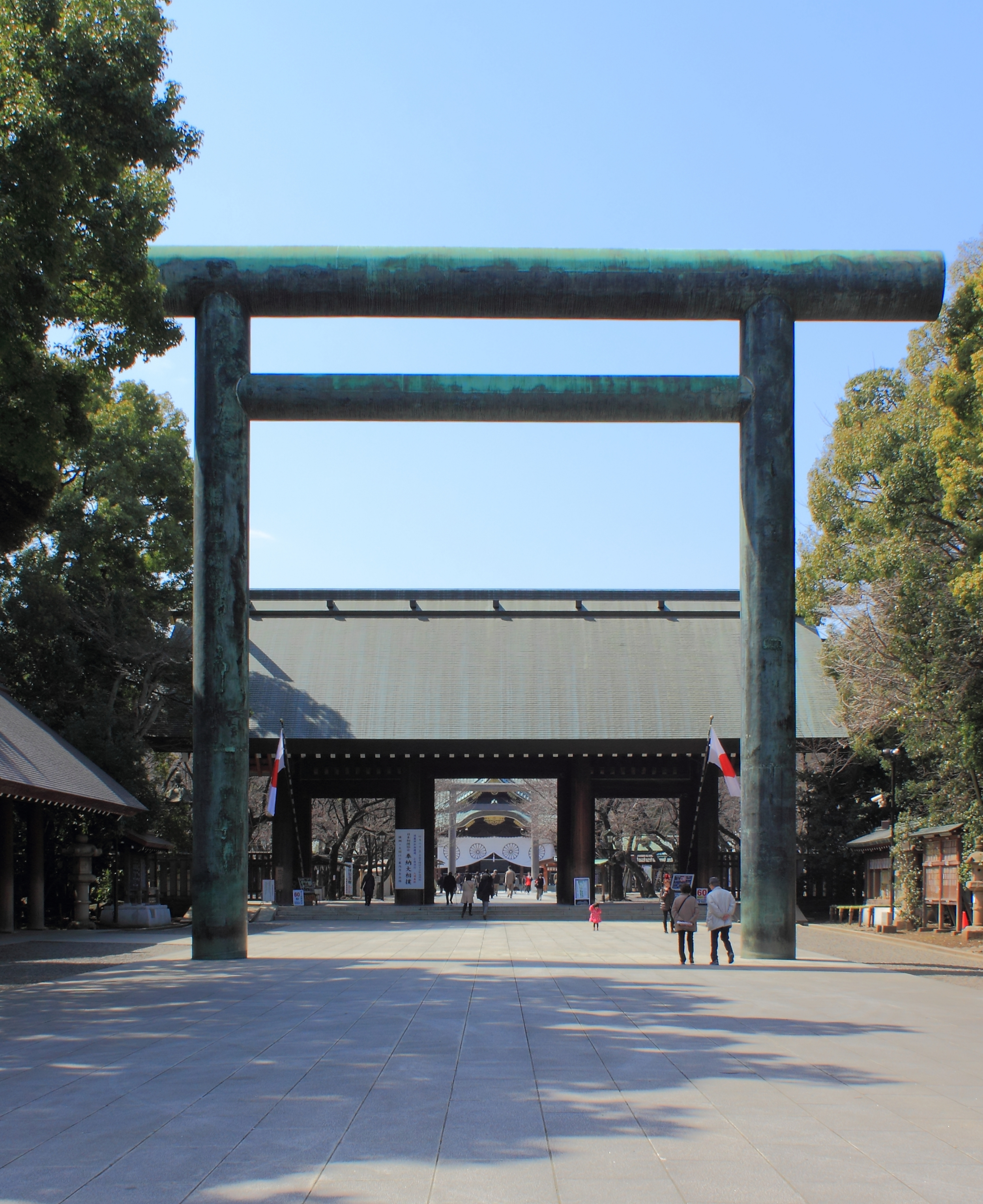
Daini Torii